# Hovenia dulcis
Hovenia dulcis  (conocido como "palito dulce" o "pasas" hovenia) es un árbol originario de Japón, el cual se ha expandido a lo largo del este de China y Corea y en el Himalaya (hasta una altura de 2 000 m). Crece de preferencia en una posición soleada, en arena húmeda o en suelos limosos. Se ha introducido como árbol ornamental en varios países.

## Descripción
Presenta hojas grandes y brillantes de 10-17 cm de longitud. Puede alcanzar 10 m de altura. 

## Usos
La parte comestible no es el fruto propiamente tal, sino que es el pedicelo de la flor, que puede ser consumido tanto crudo como cocido. En condiciones secas, su aspecto y sabor es como las pasas. Un extracto de las semillas, rama y hojas jóvenes se puede utilizar como un sustituto de la miel.

## Taxonomía
Hovenia dulcis fue descrita por Carl Peter Thunberg y publicado en Nova Genera Plantarum 1: 8, en 1781. 

#### Sinonimia
- Hovenia acerba - Lindl.
- Hovenia inequalis - DC.
- Hovenia dulcis var. glabra Makino
- Hovenia dulcis var. latifolia Nakai ex Y. Kimura
- Hovenia dulcis var. tometnella Makino

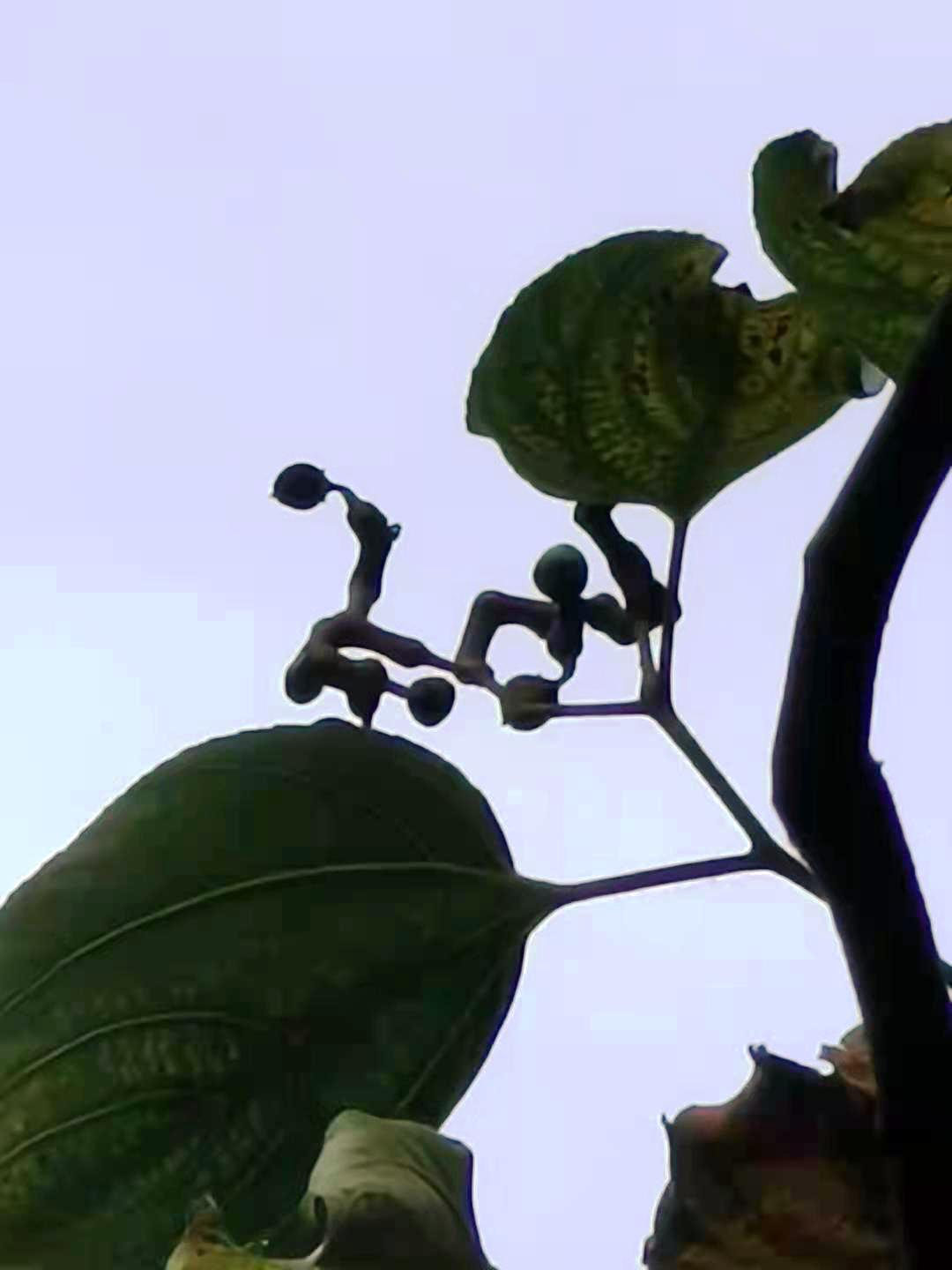
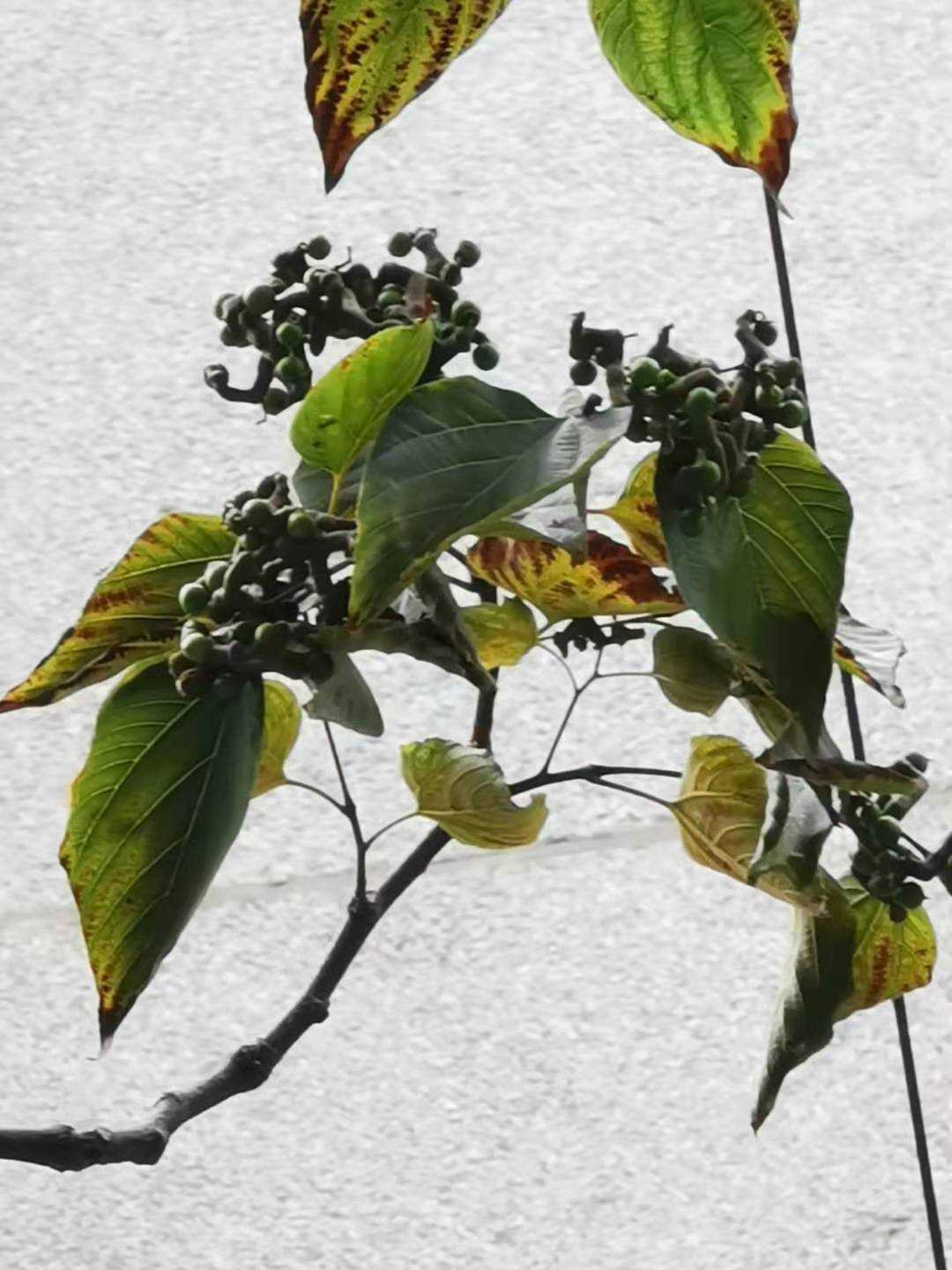
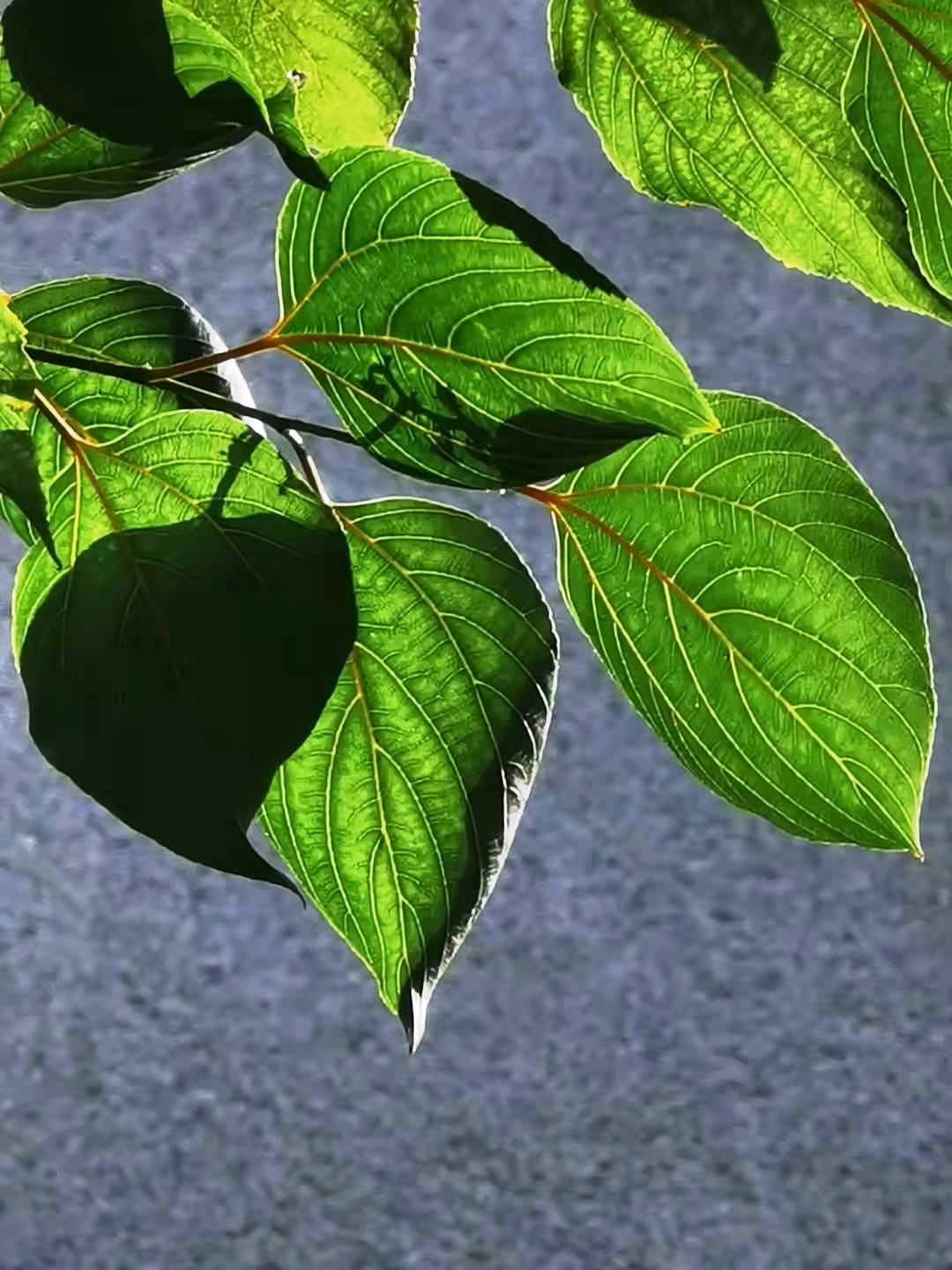
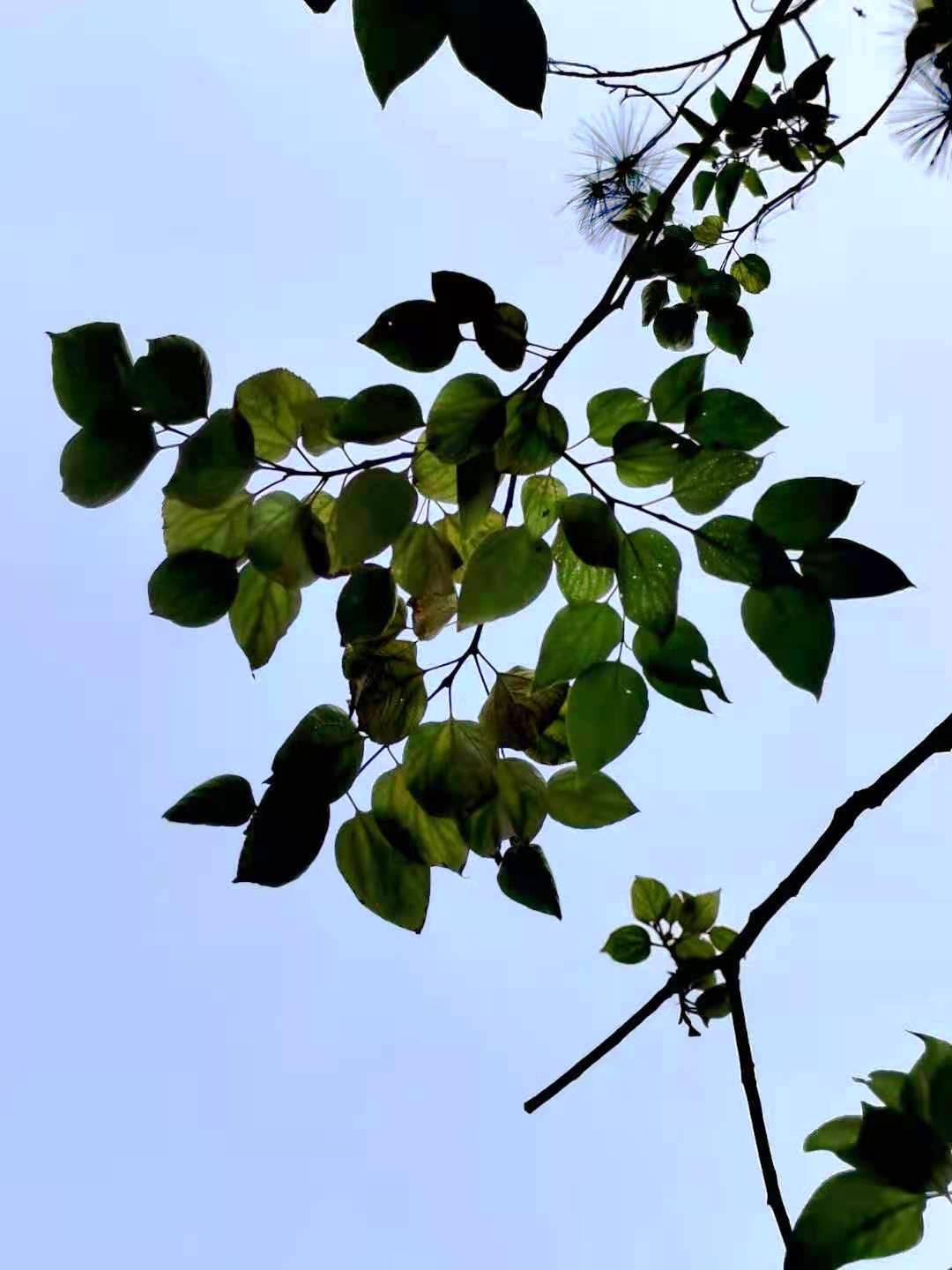
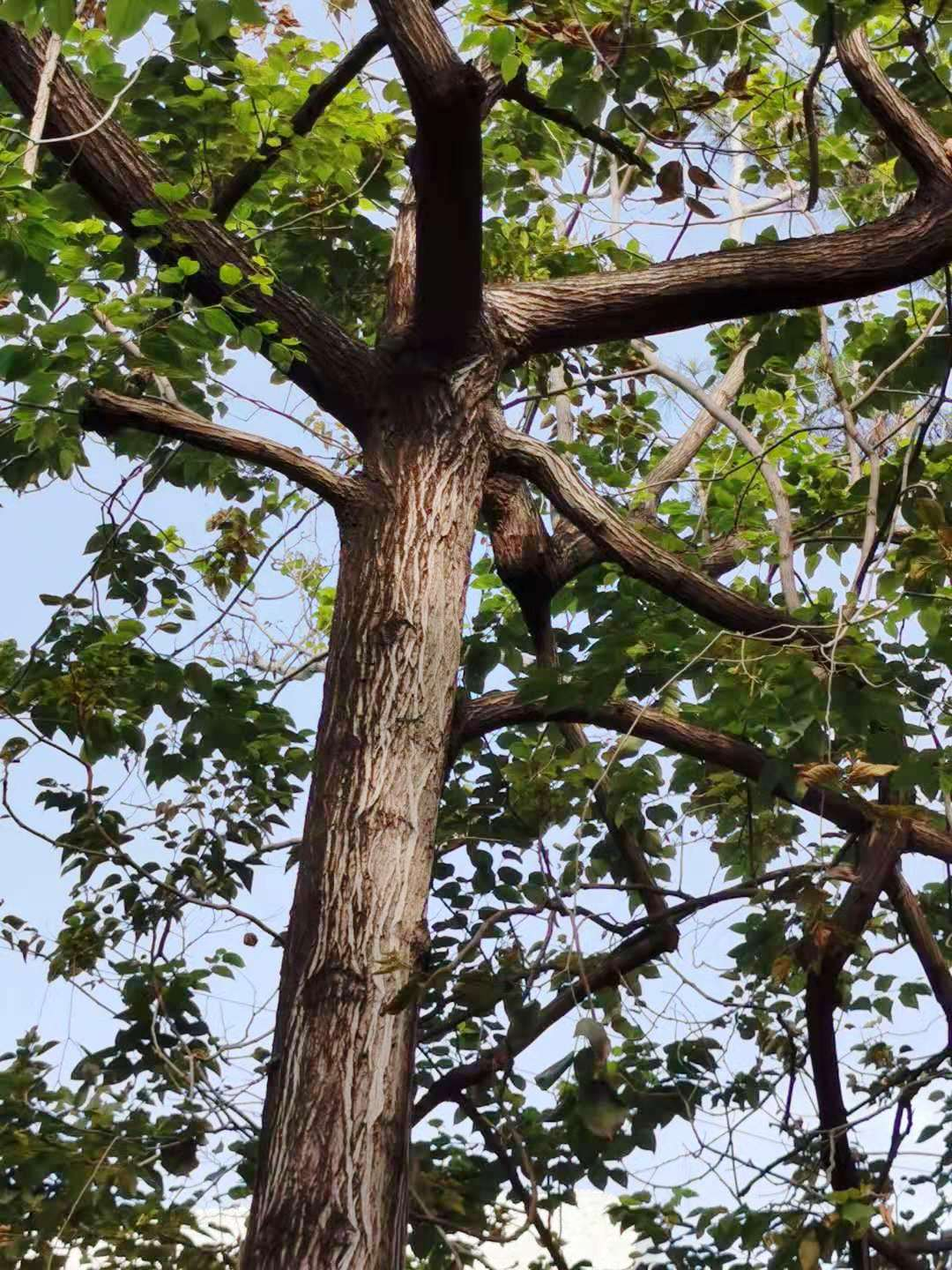
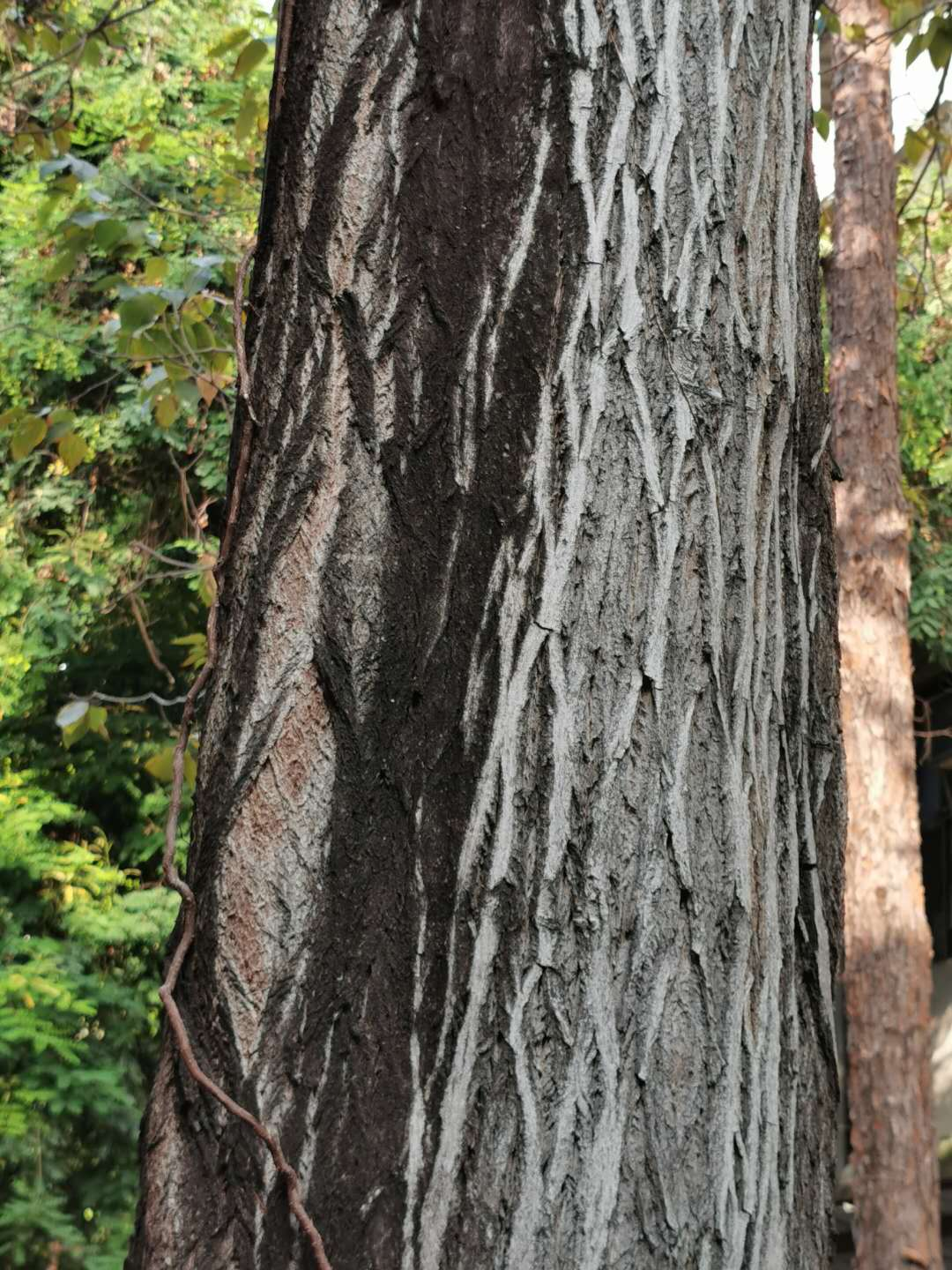

- Hovenia pubescens Sweet[4]